# Triftanlagen (Bad Reichenhall)

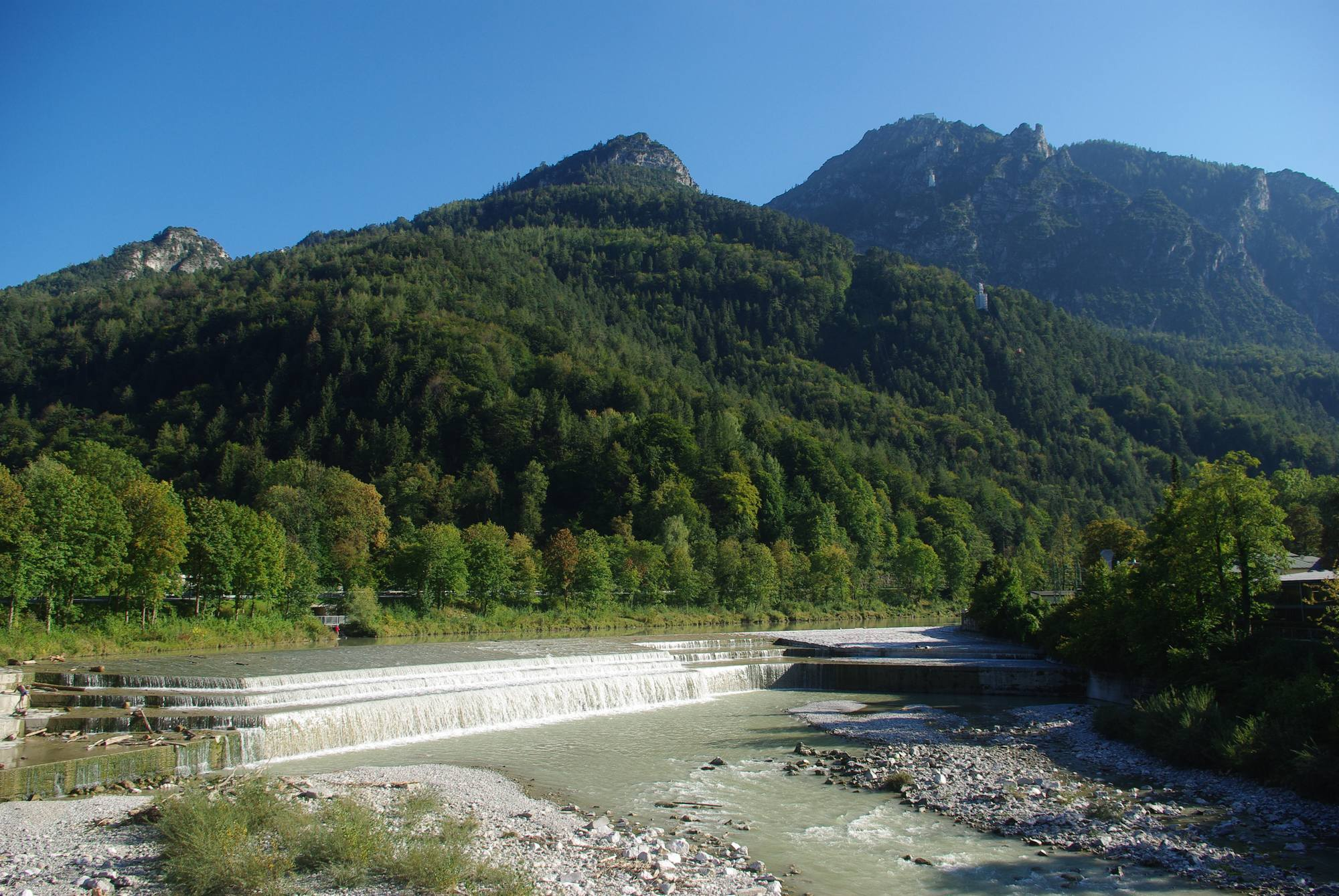
Triftwehr

Stadtplan von 1865 mit Triftkanal und Triftgründe

Die Triftanlagen dienten zum Transport des Brennholzes für die Alte Saline in Bad Reichenhall.
Die noch erhaltenen Teile der Anlagen stehen unter Denkmalschutz und sind unter der Nummer D-1-72-114-6 in die Bayerische Denkmalliste eingetragen.

## Geschichte

Lange Brücke, vor 1889

Es ist nicht abschließend geklärt, ab wann Brennholz für die Salzerzeugung mittels Holztrift nach Bad Reichenhall transportiert wurde. Archäologisch nachgewiesen sind recht große Siedlungen aus der Bronzezeit und der La-Tène-Zeit im Bereich des heutigen Ortsteils Karlstein, deren wirtschaftliche Grundlage mit großer Sicherheit die Solequellen im Talkessel waren. Vor Einführung moderner Anlagen mit Dampf und Wärmetauschern in der Neuen Saline ab der Mitte des 20. Jahrhunderts wurde Salz aus Sole durch versieden gewonnen. Die einzigen verfügbaren Brennstoffe früherer Zeit waren Holz und Torf. Überliefert ist, dass die Waldbestände und damit das Brennholz in und um Bad Reichenhall bereits im Frühmittelalter erschöpft waren.
Die Grafen von Plain besaßen jedoch bis ins Jahr 1228 im Unterpinzgau umfangreiche Salinenwaldungen, die heute noch als Saalforste im Eigentum der Bayerischen Staatsforsten sind, obwohl die Gebiete in Österreich liegen. Nach 1228 kamen diese Gebiete an das Erzstift Salzburg, nach überliefertem Bergrecht blieben die Erzbischöfe jedoch verpflichtet, gegen Zahlung eines Forstzinses den Holzschlag zu gestatten und die Flößerei auf der Saalach unter ihren Schutz zu stellen. Bis ins 15. Jahrhundert wurde von Salzburger Seite versucht, die Brennholzlieferungen an die Stadt zu beenden.
1507 wurde von bayerischer Seite die Waldordnung aufgestellt, die unter anderem vom „ewigen Wald“ sprach und durch die Einsetzung von Beamten, den sog. Waldmeistern, und weiterem Personal den Beginn einer geregelten Forstverwaltung markiert. Die Unstimmigkeiten zwischen Bayern und Salzburg konnten jedoch erst nach einer umfangreichen Waldbeschau und langwierigen Verhandlungen durch den Mühldorfer Vertrag im Jahr 1529 beendet werden. Wesentlicher Bestandteil des Vertrages war das Waldbuch, in dem die Grenzen der Salinenwälder festgelegt wurden und das alle Bestimmungen und Richtlinien enthielt, um ein geregeltes und nachhaltiges Schlagen von Holz zu sichern. Dabei wurde die Trift ausdrücklich als herzogliches Recht anerkannt.
1787 bis 1802 wurden die Triftanlagen in Reichenhall unter Kurfürst Karl Theodor umgebaut und großzügig erweitert. Insbesondere wurden die Wehranlagen, der Triftrechen, der Vorhof der Fürschlacht, die Holzhöfe sowie die Sägemühlen um- und ausgebaut.
Die Mühldorfer Verträge galten – mit Modernisierungen und Ergänzungen – bis zum Anfang des 19. Jahrhunderts. Das Ende des Erzstiftes Salzburg 1803 und die Wirren der napoleonischen Zeit, in der das Salzburger Stiftsterritorium zwischen 1809 und 1816 bayerisch war, machten neue Verträge nötig. 1829 wurde zwischen Bayern und Österreich mit der Salinenkonvention eine neue vertragliche Regelung vereinbart, die alle Eigentumsrechte an den Saalforsten anerkannte. Im Gegenzug wurde Österreich das alte Salzburgische Recht vertraglich gewährt, am Dürrnberg unter bayerischem Gebiet Salz abzubauen.
Nachdem die Bahnstrecke Freilassing–Bad Reichenhall 1866 eröffnet worden war, konnte nun neben Holz ein weiterer Brennstoff in die Stadt transportiert werden. Ab 1892 wurde die Befeuerung der Sudpfannen in der Alten Saline auf Steinkohle umgestellt, auch die Elektricitäts-Werke Reichenhall nutzten Steinkohle als zusätzlichen Energielieferanten zur Stromerzeugung, insbesondere für die Notreserve. Als 1910 mit dem Bau des Saalachkraftwerks im benachbarten Kirchberg begonnen wurde, zeichnete sich endgültig ein Ende der Holztrift ab. 1913 wurde der hölzerne Triftrechen am Triftwehr abgebaut und in der Folge auch die Triftkanäle teils verfüllt und die Triftgründe als Bauland genutzt.
Die Salinenkonvention verlor 1945 ihre Gültigkeit, wurde nach einer Übergangszeit 1957 erneuert und gilt bis heute. Dies ist der Grund, warum es bis heute bayerische Forstämter in österreichischem Hoheitsgebiet gibt.

## Verwendung
Nicht alles Holz, das nach Reichenhall geliefert wurde, war auch für die Befeuerung der Sudpfannen gedacht. 1792 heißt es über die Triftanlagen in Reichenhall: „Hier werden jährlich mehr als 20.000 Klafter Brennholz nebst den zur Kufwerkssäge benöthigten Prügeln viele Stunden weit aus den unbefahrbaren Gräben und Thälern herbeigeflößet, eingetriftet, und vermittelst des Wassers allein bis auf den Platz geschafft, wo es zum Trocknen aufbewahret wird. Von da wird es auf Wägen zum Pfannhause gebracht, kleiner gescheitert, und so vor die Oefen gebracht, deren Hitzegrad durch eiserne Pyrometer abgemessen wird.“ Um 1860 wurden 15.000 Klafter Brennholz, 900 – 1.000 Klafter Bauholz und 3.000 Klafter Kufholz nach Reichenhall getriftet. Aus dem Kufholz stellten die Küfer die Salzfäßl her, in denen das fertige Salz transportiert wurde.

## Beschreibung

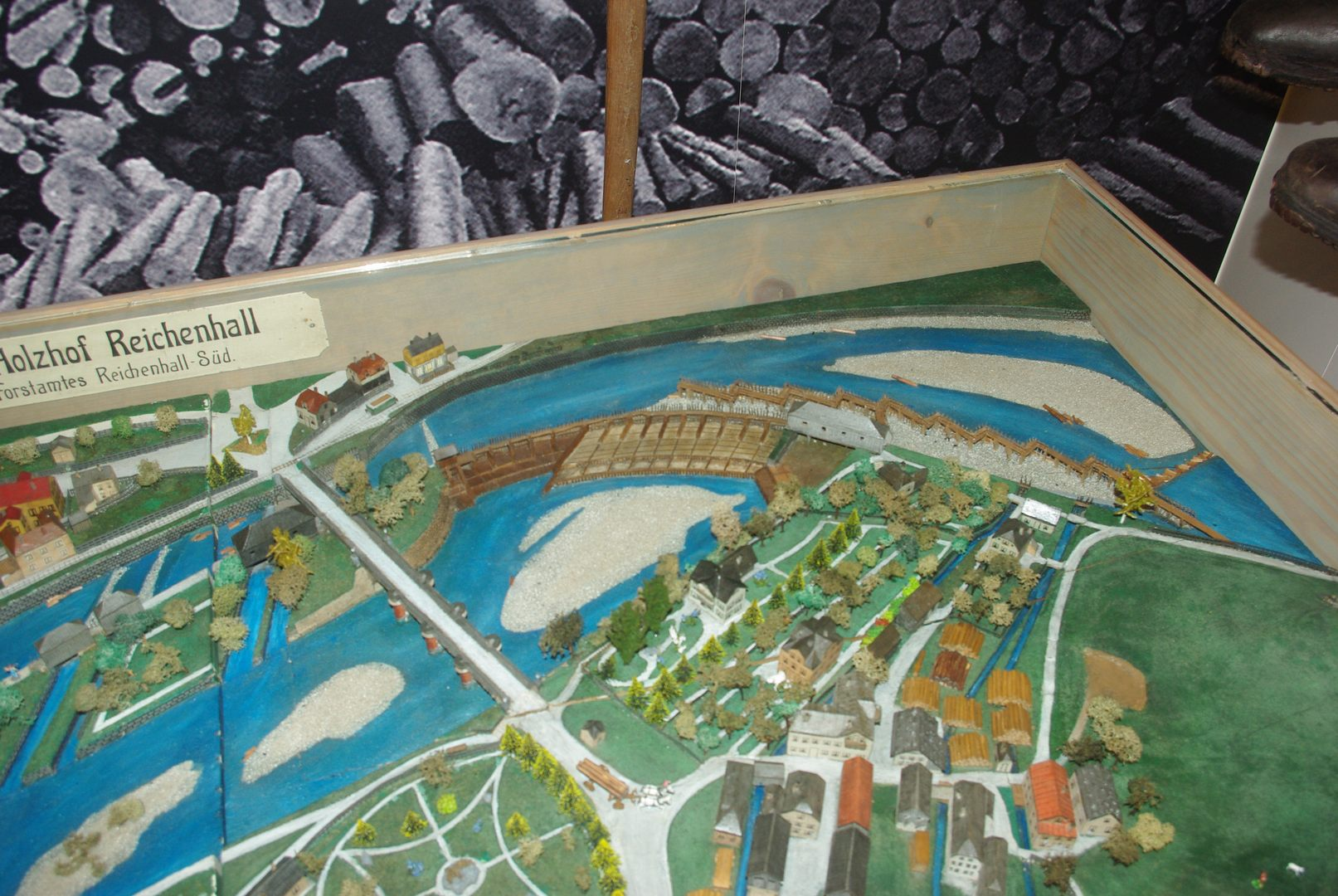
Modell im Heimatmuseum der Stadt

Am heute noch vorhandenen Triftwehr oberhalb der Luitpoldbrücke, wo sich früher die Lange Brücke über die Saalach befand, wurde das Holz auf dem Wasser der Saalach mit dem Triftrechen und über ein Schleusenwehr mit neun Zugtoren (Die neun Däher) in die Stadt geleitet. Über den Triftbach führte eine Verlängerung der Langen Brücke bzw. der Luitpoldbrücke. Diese Verlängerung befand sich in etwa dort, wo heute die Thumseestraße in die Loferer Straße einmündet. Mitgeführter Kies wurde von dort über die Sandkanalschleuse und über einen Kanal zurück in die Saalach geleitet. Von diesem Kanal sind am unterhalb der Luitpoldbrücke rechten Ufer der Saalach noch große Mauerteile erhalten. Der Triftkanal verlief westlich des heutigen Triftmeisterwegs und folgte einem Teil der heutigen Reichenbachstraße. Am Spiegelwehr wurde das Holz vom Wasser getrennt und über ein Holzgitter über die Fürschlacht in die Holzhöfe geleitet. Auf Höhe der heutigen Neuen Saline wurden die Stämme über ein ausgeklügeltes Schleusensystem auf die Triftgründe verteilt. Von dort wurde das Holz an Land gebracht, verarbeitet und mit Pferdefuhrwerken in die Saline zum Befeuern der Sudpfannen verbracht. Überschüssiges Wasser aus dem Triftanlagen wurde über den Kohlbach, der kurz oberhalb des heutigen Nonner Stegs in die Saalach mündete, abgeführt.
Die vier Holzhöfe Hammergrund, Großer Grund, Angergrund und Spitzgrund konnten auf 17 Tagwerk Fläche bis zu 27.000 Klafter Brennholz aufnehmen, was dem Holzbedarf der Saline für zweieinhalb bis drei Jahre entsprach.

## Erhaltene Teile

### Triftwehr
Das markanteste Bauwerk der Triftanlagen, das heute noch erhalten ist, ist das Triftwehr. Es befindet sich unmittelbar oberhalb der Luitpoldbrücke und wird deshalb auch Luitpoldwehr genannt. Das Wehr, das in früherer Zeit ausschließlich aus Holz bestand, wurde im 18. und 19. Jahrhundert erneuert und umgebaut. Die gemauerten Teile, die aus großen Blöcken Untersberger Marmors bestehen, sind heute noch vorhanden und in gutem Zustand. Der hölzerne Rechen wurde entfernt, als die Trift Anfang des 20. Jahrhunderts endgültig eingestellt wurde.

### Ufermauern
Von den Ufermauern, die größtenteils aus großen Quadern Untersberger Marmors bestanden und zwei bis drei Meter hoch waren, sind heute noch einige Reste enthalten:
- unterhalb der Luitpoldbrücke am rechten Ufer der Saalach,
- südwestlich der Häuser am Triftmeisterweg in der Nähe der Abzweigung der Loferer Straße zur Reichenbachstraße,
- im Bereich der Neuen Saline, insbesondere im Nordwesten und Nordosten zum Fürschlacht- und Holzfeldweg,
- im Bereich Leitererweg, insbesondere im Außenbereich des dortigen Kindergartens.

### Schleusen
Im Bereich der Triftgründe sind noch Teile der Schleusen erhalten, mit denen das Holz und das Wasser auf die Triftgründe verteilt wurden. Eine Schleuse befindet sich zwischen Fürschlacht- und Leitererweg im Außenbereich des dortigen Kindergartens, zwei weitere am Holzfeldweg an der Außengrenze des Geländes der Neuen Saline.

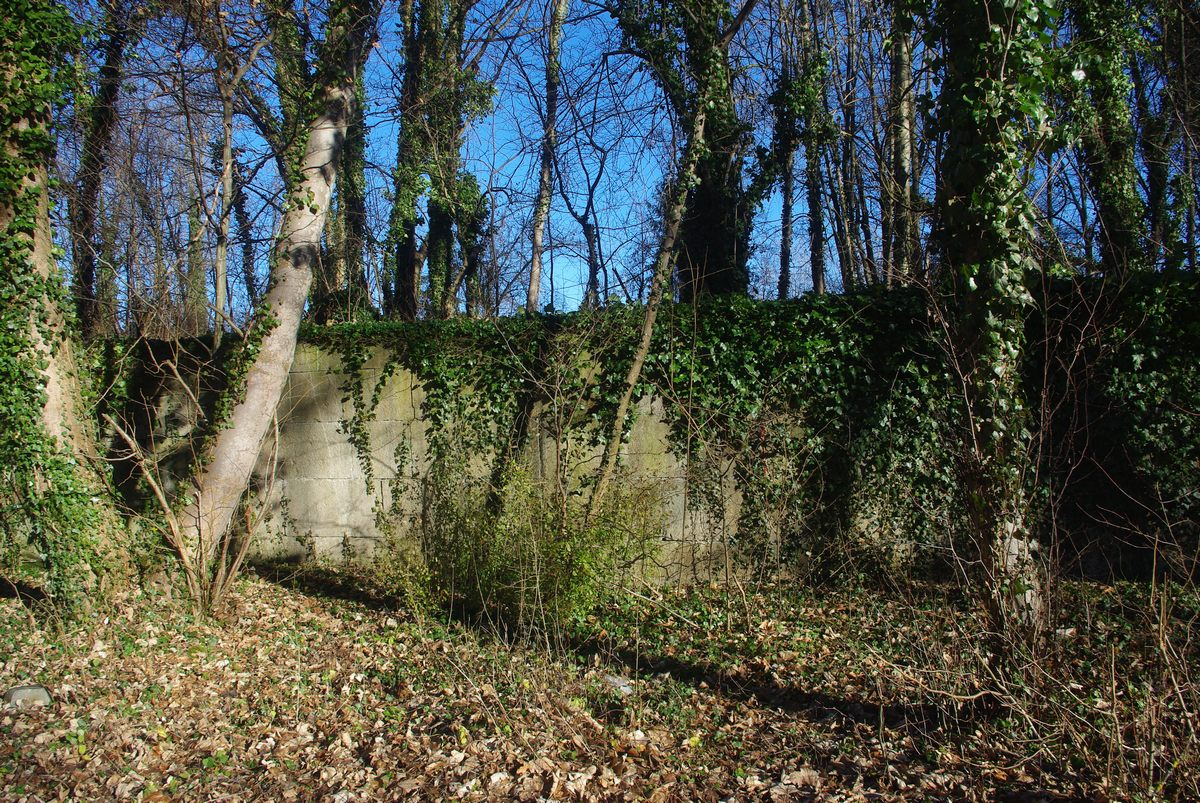
Ufermauer unterhalb der Luitpoldbrücke
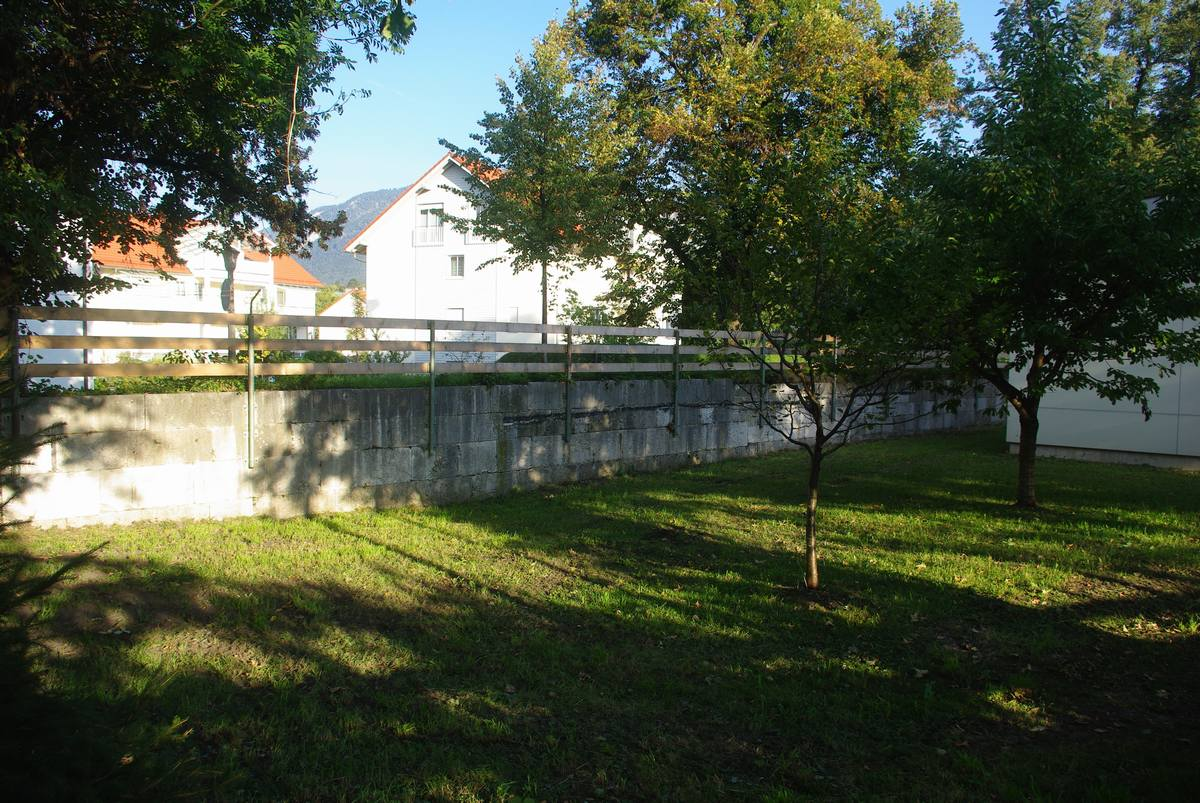
Mauerreste im Bereich der Neuen Saline
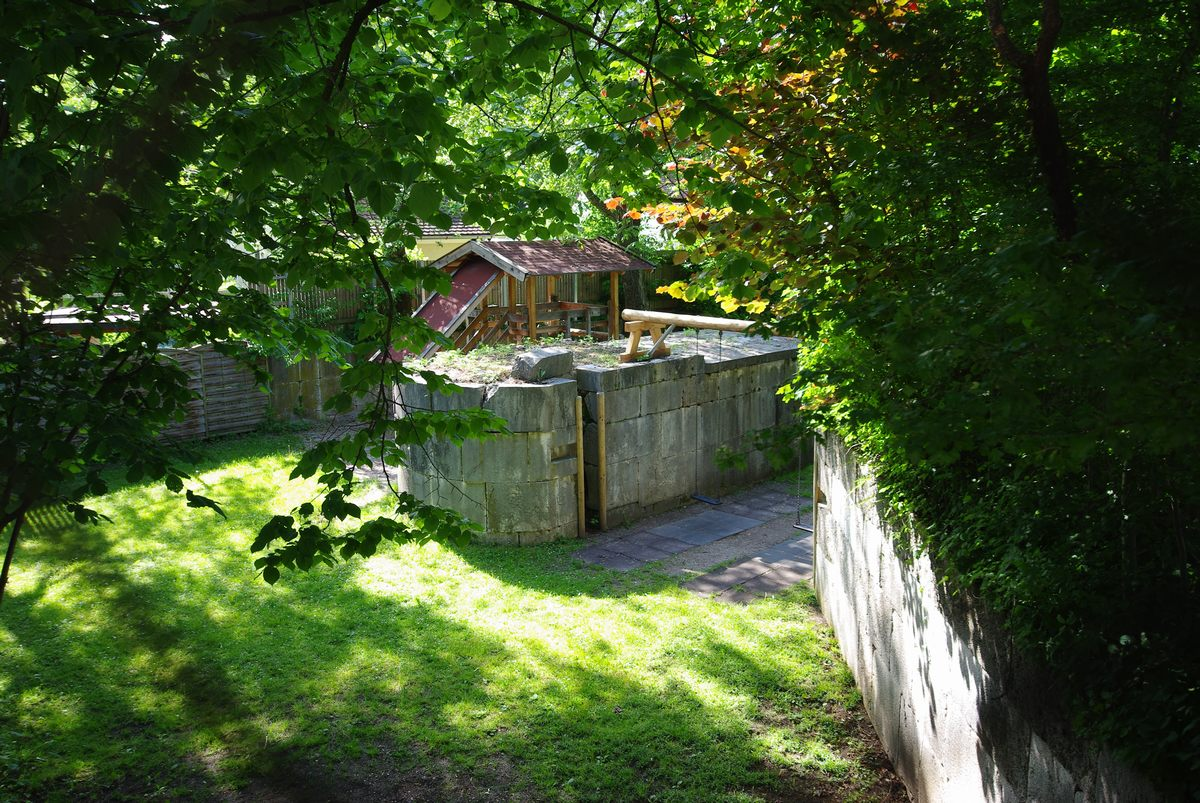
Schleuse am Leitererweg
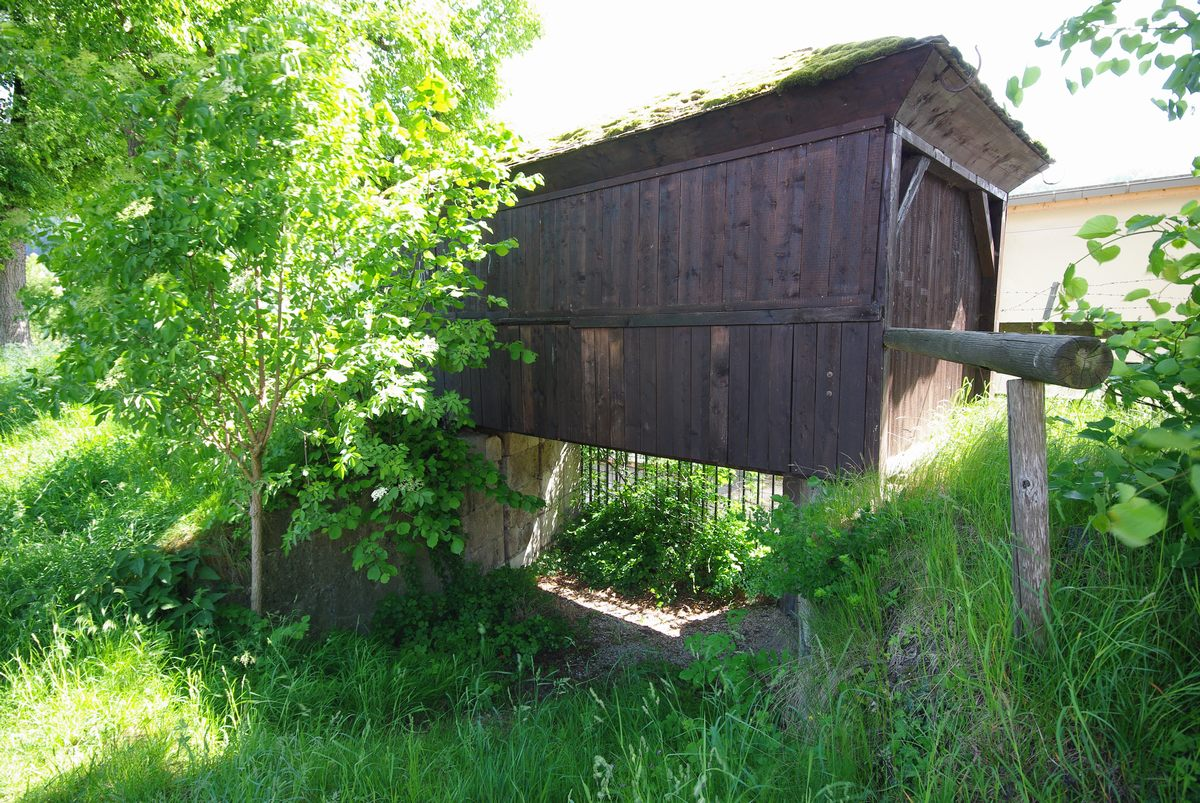
Schleuse mit Brücke am Holzfeldweg

## Straßennamen

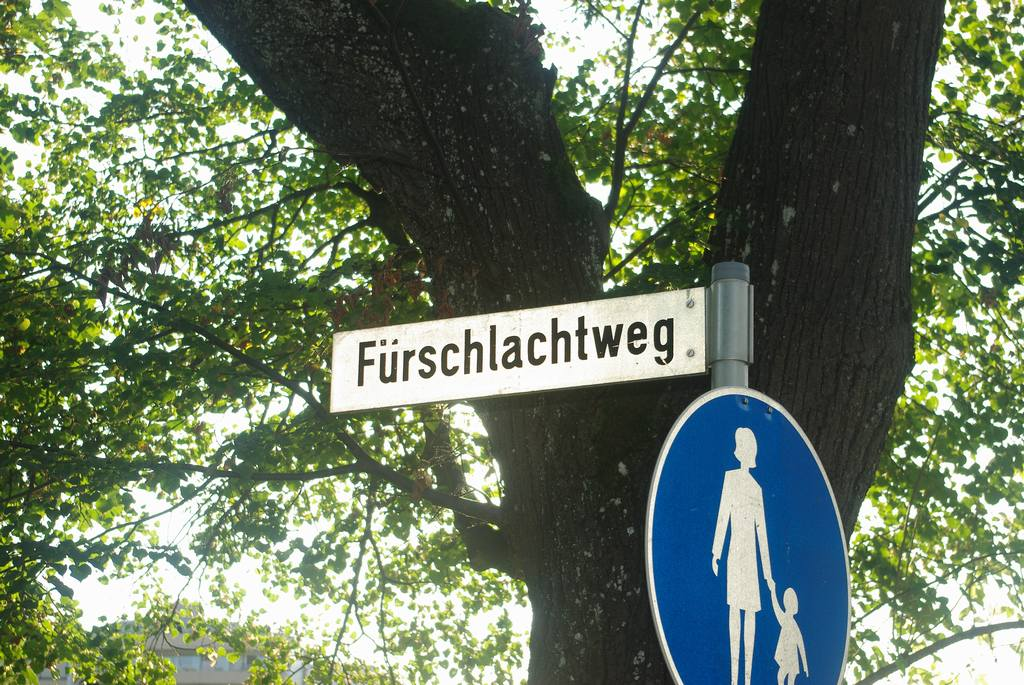
Schild am Fürschlachtweg

Viele Straßennamen erinnern heute noch im Bereich der Anlagen an die frühere Holztrift. Der Triftmeisterweg und die Triftmeisterau sind nach dem Triftmeister benannt, der die Holztrift auf der Saalach überwachte. Diese beiden Straßen befinden sich unmittelbar unterhalb des Triftwehrs. Am Fürschlachtweg wurde das Holz auf die einzelnen Triftgründe verteilt. Der Name des Leitererwegs erinnert an die Fuhrleute, die das Holz von den Triftplätzen mit Fuhrwerken in die Saline beförderten. Auch der Holzfeldweg nordöstlich der Neuen Saline erinnert an die Zeit der Holztrift auf der Saalach. Die Straßen Hammergrund, Im Großen Grund und Spitzgrund gehen direkt auf die Namen der ehemaligen Triftplätze zurück.